# Yunnanilus discoloris
Yunnanilus discoloris är en fiskart som beskrevs av Zhou och He, 1989. Yunnanilus discoloris ingår i släktet Yunnanilus och familjen grönlingsfiskar. IUCN kategoriserar arten globalt som akut hotad. Inga underarter finns listade i Catalogue of Life.